# Jean Rhys
Jean Rhys(Ella Gwendolen Rees Williams) (24. kolovoza, 1890., Roseau, Dominika, Karibi - 14. svibnja 1979., Exeter, Devon, Engleska) je kreolska književnica. Smatra se i arhetipom spisateljice postkolonijalne književnost.

## Kratka biografija
Otac joj je bio liječnik iz Walesa, a majka kreolka, kćer vlasnika plantaže. Rođena je u maloj otočkoj državi Dominika. U Englesku je poslana na školovanje kad joj je bilo 16 godina. Školovanje je prekinula iz financijskih razloga kada joj je otac umro. Bavila se raznoraznim poslovima. Tijekom života je živjela u Francuskoj, Nizozemskoj i Austriji. Počela se baviti pisanjem u svojim tridesetima u Parizu. Često je živjela u neimaštini i izbjegavala književne krugove. 
Njeni romani se nadasve bave ženama u raznim godinama života. Smatra se da je Jean Rhys, jer je na drugačiji, nekonvencionalan, način prikazivala žensku stvarnost i seksualnost, kao spisateljica bila ispred svog vremena te stoga neshvaćena. Njen književni rad je postao poznat i priznat u poznim godinama njenog života.

## Široko Sargaško more (Wide Sargasso Sea)
Roman Jean Rhys “Široko Sargaško more” (Wide Sargasso Sea, 1966.) se smatra jednim od remek-djela književnosti 20. stoljeća napisane na engleskom jeziku. Roman je inspiriran poznatim djelom Jane Eyre spisateljice Charlotte Brontë. Objavljen je 120 godina nakon Bronteinog djela. Takva vrsta romana se naziva i prequel. Roman se bavi likom Berthe, poludjele žene zaključane u kući Edwarda Rochestera. Oboje su likovi iz romana Jane Eyre.  Priča se odvija na Jamajci i na Dominici sredinom 19. stoljeća prije Berthinog dolaska u Englesku. U romanu Jean Rhys saznajemo da je Bertha ustvari Antoinette, kreolska kći nekadašnjih robovlasnika, kojoj je obitelj dogovorila brak s Rochesterom. Roman se bavi i kompleksnim rasnim odnosima nakon ukidanja robovlasništva i pada Britanskog Imperija. Bavi se i patrijarhalnim odnosima u kontekstu kojih se preispituje i lik Rochestera koji se pretvara u tiranina. 
Gayatri Spivak, teoretičarka postkolonijalizma, naziva ovaj roman "kultnim tekstom" engleskog feminizma.
Filmsku adaptaciju romana je napravio redatelj John Duigan   (Wide Sargasso Sea, 1993.)
BBC je napravio TV adaptaciju romana (2006.)
Nagrade i priznanja
- Jedan od najboljih romana na engleskom jeziku u posljednjih 85 godina, prema Time Magazineu
- Dobitnik ugledne književne nagrade WH Smith (1967.)

## Nepotpuna bibliografija
- Široko Sargaško more, Zagreb 2008.

Prva izdanja na engleskom jeziku
- The Left Bank and Other Stories, 1927.
- Voyage in the Dark, 1934.
- Good Morning, Midnight, 1939.,
- Wide Sargasso Sea, 1966.;
- Tigers Are Better-Looking: With a Selection from 'The Left Bank', 1968.
- My Day: Three Pieces, 1975.
- Sleep It Off Lady, 1976.
- Smile Please: An Unfinished Autobiography, 1979.
- Jean Rhys Letters 1931-1966, 1984.
- Tales of the Wide Caribbean, 1985.
- The Collected Short Stories, 1987.